# Chhaeb
Chhaeb là một huyện (srok) thuộc tỉnh Preah Vihear, phía bắc Campuchia. Theo thống kê năm 1998, dân số toàn huyện là 12.450 người.